# 超塑成型
超塑成型是一种制造精确复杂形式金属的工业工序。

## 工序
首先，这些材料必须有超细的晶粒。 然后加热促进超塑型。 对于钛合金（例如Ti6Al4V）和一些不锈钢这个温度是 900 °C (1,650个 °F) 。对于铝合金是在450-520 ℃之间。在这个状态的材料不是很强，所以可以用一些通常用在塑料材料上的工序，例如： thermoforming，爆炸形成和真空成型；也可以是深拉制成。